# June Tarpé Mills
June Tarpé Mills (* 25. Februar 1918 in Brooklyn, New York City; † 12. Dezember 1988 ebenda) war eine amerikanische Comicautorin. Sie arbeitete unter anderem unter dem Namen Tarpé Mills und zählte zu den ersten bekannteren weiblichen Comiczeichnerinnen. Mills erhielt am meisten Aufsehen für ihren Comicstrip Miss Fury, der zuerst unter dem Namen Black Fury bekannt wurde; er zeigte die erste weibliche Superheldin, die von einer Frau erschaffen wurde.

## Biographie
Mills wurde am 25. Februar 1918 in Brooklyn, New York, unter dem Namen June Tarpé Mills geboren. Sie nutzte ihren zweiten Namen „Tarpé“, um ihr Geschlecht zu verbergen, in dem Glauben, dass die Leser ihrer Comicstrips enttäuscht wären, wenn sie herausfänden, dass sie eine Frau war. Weitere ihrer Pseudonyme waren Edgar Allen Jr. und Nella.
Während ihres Studiums arbeitete sie als Model, um ihre Familie finanziell zu unterstützen.
Sie besuchte die Sekundarschule Erasmus Hall High School und danach die private Universität Pratt Institute in New York.
Mills’ professionelle Karriere begann als Modezeichnerin. Sie entwarf einige Comic-Charaktere wie Devil’s Dust, The Cat Man, The Purple Zombie und Daredevil Barry Fin, bevor sie 1941 ihren Charakter Miss Fury erfand. Vor Miss Furry half sie bei anderen Comics mit, wie zum Beispiel Funny Pages, Star Comics, Amazing Mystery Funnies, Amazing Man Comics, Masked Marvel, Prize Comics Target Comics und Reg’lar Fellers Heroic Comics.
Der Comicstrip Miss Fury lief bis 1952, als Mills in Rente ging. 1971 kehrte sie für kurze Zeit zurück für Our Love Story bei Marvel Comics und 1979 für eine Graphic Novel, die jedoch nicht fertiggestellt wurde.
Sie starb am 12. Dezember 1988 in Brooklyn, New York, und wurde im Forest Green Park Cemetery in Morganville, New Jersey, bestattet.
June Tarpé Mills wurde am 19. Juli 2019 in die ComicCon Eisner Hall of Fame aufgenommen.

## Miss Fury
Am 8. April 1941 veröffentlichte das Bell Syndicate den Comicstrip The Black Fury, später bekannt als Miss Fury, sechs Monate bevor Wonder Woman zum ersten Mal publiziert wurde. Der Comicstrip wurde während 351 aufeinanderfolgenden Wochen in den Sunday comic pages publiziert, von 1942 bis 1949. Später wurde der Comicstrip als Buch vom Verlag Timely Comics veröffentlicht. Als der Miss-Fury-Comicstrip bekannter wurde, kam nach und an die Öffentlichkeit, dass eine Frau hinter der Idee von Miss Fury stand, weil die Leser des Comicstrips mehr über den Autor, oder in diesem Fall, die Autorin, wissen wollten.
Miss Fury, das Alter Ego von Marla Drake, einer Dame der Gesellschaft, ist lose vom Aussehen Mills inspiriert.
Miss Fury wurde während des Zweiten Weltkriegs auf die Nase von drei amerikanischen Kriegsflugzeugen in Europa und im Süd-Pazifik gemalt. Zwei Feinde von Miss Fury, die immer wieder zurückkehrten, waren die Nazi-Agenten Erica Von Kampf und General Bruno. Mills eigene weiße Hauskatze, eine Perserkatze namens Perri-Purr, kam im Comicstrip vor und wurde im Zweiten Weltkrieg zu einem inoffiziellen Maskottchen der amerikanischen Truppen.

### Kleidung
Mill richtete viel Aufmerksamkeit auf die Garderobe von Miss Fury; im Allgemeinen fertigte sie ihre Zeichnungen in einem recht glamourösem Stil an. Die Outfits von Miss Fury variierten stark; mal trug sie Abendkleider, mal Dessous, Badekleidung oder Sportkleidung. Mill inspirierte andere Autorinnen mit Furys Kleidungsstil, etwa Dalia Messick bei ihrem Comicstrip Brenda Starr. So waren die beiden Comicautorinnen ihrer Zeit voraus, weil sich die Garderobe ihrer Heldinnen von Alltagskleidung abhob.
Mills fertigte auch „cutout paper dolls“ (Papier-Anziehpuppen) an, sie waren jedoch nur in den Nachdrucken von Timely Comics vorhanden. Sie benutzte sie auch, um auf Fanpost von Mädchen oder jungen Frauen zu antworten, die um eine Zeichnung von ihr baten. Die Ausschneidepuppen veranlassten Trina Robbins zu der Meinung, dass sich die Nachdrucke eher an Leserinnen als an Leser richteten.

### Zensur
Der Charakter Miss Fury war bekannt für „kinkiness“ (Pervertiertheit), womit etwa Peitschen, „spike heels“ (Bleistiftabsätze), „female-on-female violence“ (Gewalt unter Frauen) und Unterwäscheszenen gemeint waren. Eines der Kostüme aus dem Jahr 1947 war so gewagt, dass 37 Zeitschriften die für diesen Tag vorgesehene Veröffentlichung des Comicstrips annullierten. Eine Badeszene im zehnten Comicstrip von Miss Fury vom 8. Juni 1941 erschien zwar in Zeitschriften, wurde aber in den Nachdruck fast aller Comicstrips des Verlags Timely Comics im Jahre 1942 nicht aufgenommen.

## Stil
June Tarpé Mills’ Zeichenstil war vom Werk und Stil Milton Caniffs beeinflusst. Wie Mills die Handlung der Comicstrips über mehrere Bilder darstellte und die natürlichen Posen und der Gesichtsausdruck ihrer Figuren wurde als „cinematic“ (filmisch) im Film-noir-Stil beschrieben. Mills’ Frauendarstellungen hatten eine gewissen Pin-up-Charakter. Dean Mullaney, Redakteur und Verleger des Verlags Eclipse Enterprises, beurteilte Mills’ Stil als „sehr traditionell gezeichnet, ohne Überraschungen, ohne Aha-Momente“.
Evie Nagy von The Los Angeles Review of Books schrieb über Mills’ Werk, der Fluss ihrer Frequenzkunst fühle sich vollständig organisch an.

## Vermächtnis
Mills’ Vermächtnis als erste Frau, die eine Comic-Action-Heldin schuf, kontextualisierte Victoria Ingalls für die American Psychological Association. Aus einer Liste von Hunderten Superheldinnen identifizierte Ingalls nur elf, die von Autorinnen geschaffen wurden, die nicht mit männlichen Autoren zusammenarbeiteten. In der zeitlichen Abfolge war Mills’ Figur Marla Drake die erste der elf Superheldinnen.
Für Mike Madrid in seinem Buch The Supergirls gehört Marla Drake zur Gruppe der „Debütantinnen“ früher Comic-Heldinnen, der auch Sandra Knight (Phantom Lady), Diana Adams (Miss Masque), Dianne Grauton (Spider Widow) und Brenda Banks (Lady Luck) angehören. Sie bilden eine Art Damenverbindung von Erbinnen und Damen besserer Gesellschaft, von denen erwartet wurde, ein Leben in Anstand, Korrektheit, Unterwürfigkeit und langweilender Beschäftigung zu führen. Einen Umhang und eine Maske anzulegen befreite sie und ermöglichte ihnen, eine eigene Identität anzunehmen, Verbrechen zu bekämpfen und Langeweile gegen Nervenkitzel einzutauschen. Mills’ Herangehensweise an eine geheime Identität schien laut Madrid realistischer und mit einer weiblichen Zweckmäßigkeit versehen zu sein.

### Nominierungen und Ehrungen
Der Nachdruck von Comicstrips unter dem Titel Miss Fury: Sensational Sunday 1941–1944 wurde 2012 für den Eisner Award, auch als Will Eisner Comic Industry Award bekannt, nominiert.
Mills gehörte 2018 zu den 16 für die Aufnahme in die Will Eisner Hall of Fame Nominierten, darunter Rumiko Takashi, Karen Berger, Dave Gibbons, Jackie Ortes, und Charles Addams. Sie wurde am 19. Juli 2019 bei der Comic-Con International in San Diego in die Eisner Hall of Fame aufgenommen.

## Bibliographie
- Funny Pages (1936)
  - "Diana Deane in "White Goddess"" vol. 3, #8[38]
  - "The Third Episode of Diana Deane in "White Goddess"" vol. 3, #9[39]
  - "White Goddess" vol. 4, #1[40]
- Star Comics (1939)
  - "Diana Deane in Hollywood" vol. 2, #5 und #7[41]
  - Phantom Rider #18[42]
  - It takes heavy artillery to win a water pistol fight! #23[43]
- Amazing Mystery Funnies (1939)[44]
  - Daredevil Barry Finn vol. 2, #4–5, #9, #11–12, and vol. 3 #1
- Amazing Man Comics (1939)
  - "The Coming of Cat-Man" #5[45]
  - "The Ivy Menace" #6[46]
  - "The Return of the Cat Man" #8[47]
- Masked Marvel (1940)
  - "The Vampire" #2[48]
- Prize Comics (1940)
  - "Birth of a Barnstormer" vol. 1, #1[49]
  - "The Rescue of Lt. Andre" vol. 1, #1[50]
  - "The Diamond Smuggler" vol. 1, #2
  - "The Lost City of Tsol" vol. 1, #2
  - "Murder of a Mail Pilot" vol. 1, #3[51]
  - "Marco Hawk's Big Score" vol. 1, #3[52]
  - "Mamba Island" vol. 1, #4[53]
  - "The Witch Doctor’s Waterloo" vol. 1, #5[54]
  - "The Search For Kalobi" vol. 1, #6[55]
- Target Comics (1940)
  - "The Maskless Axeman" vol. 1, #1[56]
  - "Ninety Seconds For No. 91" vol. 1, #2[57]
  - "Devil's Dust" vol. 1, #2[58]
  - "Dance of Death" vol. 1, #3[59]
  - "The Music Monster" vol. 1, #4[60]
  - "Ezekiel's Ark" vol. 1, #5[61]
  - "The Blue Zombie" vol. 1, #6[62]
  - "Boomerang" vol. 1, #9 und #11[63][64]
  - "Sword of Destiny" vol. 1, #10[65]
  - "Satan's Colors" vol. 1, #12[66]
  - "The Three Mutineers" vol. 2 #1[67]
- Reg'lar Fellers Heroic Comics (1940–1942)[68]
  - Ausgaben 1–4 und 7–12
- Miss Fury (1941–1952)
- Our Love Story (1969)
  - "Model With a Broken Heart" #14[69]
- Unveröffentlichter und unfertiger Miss Fury graphic novel (1979)[70]

### Posthum
- Miss Fury: Sensational Sundays 1941-1944 (2013)[71]
- CBLDF Presents: She Changed Comics (2016)[72]
- Men of Mystery Comics #104 (2017)[73]
- Prize Comics (2017)[74]